# Keston Bledman
Keston Bledman (San Fernando, 8 marzo 1988) è un velocista trinidadiano, vincitore di un oro e un argento olimpico nella staffetta 4×100 metri, conquistati rispettivamente a Pechino 2008 e Londra 2012.

## Palmarès
| Anno | Manifestazione          | Sede           | Evento      | Risultato        | Prestazione | Note                                     |
| ---- | ----------------------- | -------------- | ----------- | ---------------- | ----------- | ---------------------------------------- |
| 2005 | Mondiali allievi        | Marrakech      | 100 m piani | Bronzo           | 10"55       |                                          |
| 2005 | Mondiali allievi        | Marrakech      | Staffetta   | Argento          | 1'52"51     | Miglior prestazione personale            |
| 2006 | Mondiali juniores       | Pechino        | 100 m piani | 7º               | 10"47       |                                          |
| 2006 | Mondiali juniores       | Pechino        | 200 m piani | Batteria         | 25"57       | Miglior prestazione personale stagionale |
| 2007 | Panamericani juniores   | San Paolo      | 100 m piani | Oro              | 10"32       |                                          |
| 2007 | Panamericani juniores   | San Paolo      | 4×100 m     | Argento          | 40"11       |                                          |
| 2007 | Mondiali                | Osaka          | 100 m piani | Quarti di finale | 10"33       |                                          |
| 2008 | Campionati CAC          | Cali           | 100 m piani | Semifinale       | 10"38       |                                          |
| 2008 | Campionati CAC          | Cali           | 4×100 m     | Oro              | 38"54       |                                          |
| 2008 | Giochi olimpici         | Pechino        | 4×100 m     | Oro              | 38"06       |                                          |
| 2009 | Campionati CAC          | L'Avana        | 100 m piani | 6º               | 10"29       |                                          |
| 2009 | Campionati CAC          | L'Avana        | 4×100 m     | Oro              | 38"73       |                                          |
| 2009 | Mondiali                | Berlino        | 4×100 m     | Argento          | 37"62       | [ 1 ]                                    |
| 2010 | Giochi CAC              | Mayagüez       | 100 m piani | 7º               | 10"32       |                                          |
| 2010 | Giochi CAC              | Mayagüez       | 4×100 m     | Oro              | 38"24       |                                          |
| 2011 | Campionati CAC          | Mayagüez       | 100 m piani | Oro              | 10"05       |                                          |
| 2011 | Campionati CAC          | Mayagüez       | 4×100 m     | Argento          | 38"89       | Record nazionale                         |
| 2011 | Mondiali                | Taegu          | 100 m piani | Semifinale       | 10"14       |                                          |
| 2011 | Mondiali                | Taegu          | 4×100 m     | 6º               | 39"01       |                                          |
| 2012 | Giochi olimpici         | Londra         | 100 m piani | Semifinale       | 10"04       |                                          |
| 2012 | Giochi olimpici         | Londra         | 4×100 m     | Argento          | 38"12       |                                          |
| 2013 | Mondiali                | Mosca          | 100 m piani | Semifinale       | 10"08       |                                          |
| 2013 | Mondiali                | Mosca          | 4×100 m     | 7º               | 38"57       |                                          |
| 2014 | World Relays            | Nassau         | 4×100 m     | Argento          | 38"04       | Miglior prestazione personale stagionale |
| 2014 | Giochi del Commonwealth | Glasgow        | 100 m piani | Semifinale       | 10"24       |                                          |
| 2014 | Giochi del Commonwealth | Glasgow        | 4×100 m     | Bronzo           | 38"10       |                                          |
| 2015 | World Relays            | Nassau         | 4×100 m     | 7º               | 38"92       | Miglior prestazione personale stagionale |
| 2015 | Giochi panamericani     | Toronto        | 100 m piani | 4º               | 10"12       |                                          |
| 2015 | Giochi panamericani     | Toronto        | 4×100 m     | Bronzo           | 38"69       |                                          |
| 2015 | Mondiali                | Pechino        | 100 m piani | Batteria         | 10"75       |                                          |
| 2016 | Giochi olimpici         | Rio de Janeiro | 100 m piani | Batteria         | 10"20       |                                          |
| 2016 | Giochi olimpici         | Rio de Janeiro | 4×100 m     | Finale           | dq          |                                          |
| 2017 | World Relays            | Nassau         | 4×100 m     | 9º               | 39"04       |                                          |
| 2017 | Mondiali                | Londra         | 100 m piani | Batteria         | 10"26       |                                          |
| 2017 | Mondiali                | Londra         | 4×100 m     | Batteria         | 38"61       | Miglior prestazione personale stagionale |
| 2018 | Mondiali indoor         | Birmingham     | 60 m piani  | Batteria         | 6"79        |                                          |
| 2018 | Giochi del Commonwealth | Gold Coast     | 100 m piani | Semifinale       | 10"30       |                                          |
| 2018 | Giochi del Commonwealth | Gold Coast     | 4×100 m     | Batteria         | dq          |                                          |
| 2018 | Giochi CAC              | Barranquilla   | 100 m piani | Semifinale       | 10"35       |                                          |
| 2018 | Giochi CAC              | Barranquilla   | 4×100 m     | 4º               | 38"90       |                                          |
| 2019 | Giochi panamericani     | Lima           | 100 m piani | 8º               | 10"43       |                                          |
| 2019 | Giochi panamericani     | Lima           | 4×100 m     | Argento          | 38"46       | Miglior prestazione personale stagionale |